# Marek Skolarski
Marek Skolarski (ur. 4 września 1939 w Piastowie koło Warszawy, zm. 5 listopada 2011 w Warszawie) – polski muzyk, autor tekstów, dziennikarz. Współzałożyciel zespołów Klan i VOX.